# Ronda (álbum)
Ronda es el quinto álbum de estudio del grupo de música infantil argentino Los Musiqueros. El álbum fue publicado en agosto de 2011, un mes luego de la grabación de este.
Ronda recibió dos nominaciones al Premio Carlos Gardel 2012 por Mejor Álbum Infantil y Mejor Diseño de Portada, la cual fue hecha por Mónica Pironio, de las cuales ganó únicamente Mejor Álbum Infantil.
Desde el 10 de octubre de 2013, Ronda ha vendido alrededor de 4.000 copias.

## Lista de canciones infantiles
| N.º | Título | Escritor(es)                                                                                | Duración |  |
| 1.  | «Los negritos de Malambo» | Luzmila Mendivil                                                                            | 2:41     |  |
| 2.  | «Trillares» | Paulo Tatit, Edith Derdyk Julio Calvo (Versión en castellano)                               | 3:07     |  |
| 3.  | «La niña de mis sueños» (con Antonio y Rafael Santos, Emilia, Eloísa y Julia Mirelmann) | Camila Viola, Manuela y Felipe Arce, Renata Crespo y Facundo Ferrari (Niños de 9 a 12 años) | 1:17     |  |
| 4.  | «Vidala de Catamarca» (con Eloísa, Julia y Emilia Mirelmann, Francisco Viaggio, Rafael y Antonio Santos, Lorenzo Usandivaras, Ana Calvo, Carolina Monteiro, Juan, Alejandra y Magdalena Usandivaras) | Tradicional Leda Valladares (Recopilación)                                                  | 2:25     |  |
| 5.  | «Koncosblues» | Julio Calvo                                                                                 | 1:53     |  |
| 6.  | «Erre con erre» | Rafael Santos (5 años)                                                                      |          |  |
| 7.  | «El Tren» | Rafael Cueto                                                                                | 2:46     |  |
| 8.  | «Amanda» | Valentina Canevari, Teresa Usandivaras                                                      | 2:27     |  |
| 9.  | «Madame la Marquise» | Ray Ventura Julio Calvo (Versión en castellano / Intro)                                     | 4:33     |  |
| 10. | «Caracolito» | Canción tradicional Tomada de Javier y Mateo Margulis                                       | 0:45     |  |
| 11. | «Saquinho plástico» | Hélio Ziskind                                                                               | 2:17     |  |
| 12. | «Pimpón/Formiguinha/Arainha/Asa branca» (con Antonio Santos, Ana Calvo y Francisco Viaggio) | Tradicionales/Luis Gonzaga y Humberto Teixeira                                              | 2:41     |  |
| 13. | «Jotas de panaderas» | Tradicionales                                                                               | 1:56     |  |
| 14. | «Uelé molibá makasi» | Tradicional                                                                                 | 1:49     |  |
| 15. | «Makun» | Canción de cuna                                                                             | 1:46     |  |
| 16. | «Jamaica farewell» | Lord Burgess                                                                                | 2:51     |  |
| 17. | «Tuita la noche» | Kaluyó Leda Valladares (Recopilación)                                                       | 1:48     |  |
| 18. | «Bichos molestos (pero importantes)» | Teresa Usandivaras                                                                          | 3:09     |  |
| 19. | «Canción desesperada» | Teresa Usandivaras                                                                          | 1:38     |  |
| 20. | «Panaderas y Palomo» | Jotas tradicionales                                                                         | 2:13     |  |

- Datos: Q6111923